# Sven och råttan
Sven och råttan (norska: Svein og rotta) är en norsk barnfilm från 2006. Filmen bygger på de tre första böckerna i Marit Nicolaysens bokserie om Sven och råttan. Rollen som Sven spelas av Thomas Saraby Vatle.
En uppföljare kom 2007 med namnet Sven och råttan i solsystemet.

## Handling
Svens bästa vän är tamråttan Halvorsen, medan alla andra tycker att råttor är det äckligaste som finns. Sven och hans kompis Dan är ganska ensamma tills den nya tjejen i klassen föreslår att de ska ta med sig sina råttor till den stora husdjurstävlingen. Problemen börjar när Halvorsen rymmer, och tidningarna skriver att både sjukhuset och skolan måste stänga på grund av en råttinvasion.
Sven måste se till att mamma och pappa inte får reda på att det är Sven och Halvorsen som är skyldiga till allt kaos, för då kan det sluta med att han förlorar både Halvorsen och möjligheten att vinna tävlingen.

## Rollista
- Thomas Saraby Vatle – Svein
- Luis Engebrigtsen Bye – Dan
- Celine Louise Dyran Smith – Melissa
- Benjamin Gulli – Kim
- Miriam Sogn – mamma
- Aslag Guttormsgaard – pappa
- Rasmus Hoholm – Magnus
- Jan Gunnar Røise – Trumma
- Marie Louise Tank – rektor
- Håvard Lilleheie – konferencier
- Bjarte Hjelmeland – Snorre
- Janny Hoff Brekke – Dani djurbutik
- Severin Eskeland – rik punkare
- Steinar Sagen – blind man
- Tina Løvberg – Monica
- Ninni A. Borge – Camilla
- Helene Gystad – råtta